# Sävgölen (Ulrika socken, Östergötland)
Sävgölen är en sjö i Linköpings kommun i Östergötland och ingår i Motala ströms huvudavrinningsområde.